# Guy III. de Lévis

Guy III. de Lévis (deutsch: Guido; † 1299) war ein französischer Ritter und Herr von Mirepoix. Er war ein Sohn von Guy II. de Lévis, Herr von Mirepoix. In den Chroniken wird er zumeist Maréchal de Mirepoix genannt.
Mit seinem Onkel, Philippe de Montfort, begleitete er Karl von Anjou nach Italien und kämpfte für diesen in der Schlacht bei Benevent 1266 gegen den Staufer Manfred. Im Jahr 1270 nahm er am siebten Kreuzzug teil.
Er war verheiratet mit Isabella, einer Tochter des Bouchard II. de Marly aus dem Hause Montmorency. Ihre Kinder waren unter anderem:
- Jeanne de Lévis ⚭ Mathieu IV. de Montmorency († 1305)
- Jean I. de Lévis († 21. Februar 1319), Herr von Mirepoix
- Gaston de Lévis
- Pierre de Lévis († 1334), Bischof von Maguelone, Cambrai und Bayeux
- Philippe de Lévis († 1304), Herr von Florensac und Lévis, Vizegraf von Lautrec

## Weblink
- Seigneurs de Levis bei Foundation for Medieval Genealogy.ac (englisch)

| Personendaten    | Personendaten        |
| ---------------- | -------------------- |
| NAME             | Guy III. de Lévis    |
| ALTERNATIVNAMEN  | Guido III. von Lévis |
| KURZBESCHREIBUNG | Herr von Mirepoix    |
| GEBURTSDATUM     | 13. Jahrhundert      |
| STERBEDATUM      | 1299                 |